# Américains multiraciaux
 (mars 2023).
 (août 2018).
Le contenu est difficilement compréhensible vu les erreurs de traduction, qui sont peut-être dues à l'utilisation d'un logiciel de traduction automatique.
Le terme Américains multiraciaux est utilisé pour désigner les individus de nationalité américaine et ayant officiellement une ascendance mixte de « deux races ou plus ». Le terme peut également inclure des américains d'ascendance mixte qui pourtant ne s'identifient qu'à un unique groupe culturellement et socialement (Règle de la goutte unique).
Dans le recensement américain de 2010, environ 9 millions d'individus, soit 2,9 % de la population, s'auto-identifient comme multiraciaux. En prenant en compte l'ascendance génétique, il est probable que le nombre d'américains multiraciaux soit plus élevé. Des raisons historiques, comme le génocide des Amérindiens par les Américains-Européens, ont créé des castes raciales. Les américains ont donc tendance à s'identifier à une seule culture, souvent celle dans laquelle ils ont grandi. Avant le milieu du XXe siècle, beaucoup de gens ont caché leur héritage multiracial en raison de la discrimination raciale contre les minorités. Alors que beaucoup d'Américains peuvent être considérés multiraciaux, ils ne le savent pas, ne s'identifient pas culturellement, ou ne conservent pas les traditions de leurs ancêtres.
Après une longue période de ségrégation raciale formelle sous la Confédération, puis l'interdiction dans plusieurs états des mariages interraciaux lors de la Reconstruction, aujourd'hui de plus en plus de gens forment ouvertement des unions interraciales. En outre, les conditions sociales ont changé et de nombreuses personnes multiraciales ne croient pas qu'il est socialement avantageux d'essayer de «passer» pour un blanc. Une immigration diversifiée a amené plus de métis aux États-Unis, comme une importante population d'Hispaniques s'identifiant comme des mulâtres et des mestizos. Depuis les années 1980, les États-Unis ont connu un mouvement identitaire multiracial grandissant (voir Loving Day). Devant l'insistance de nombreux Américains, le recensement de 2000 autorise pour la première fois les habitants à remplir plus d'une identité ethno-raciale, et donc à s'identifier comme multiraciaux. En 2008, Barack Obama est le premier président biracial des États-Unis : il reconnaît les deux origines de sa famille et s'identifie comme Afro-américain.
Aujourd'hui, les individus multiraciaux se trouvent aux quatre coins du pays. Les groupes multiraciaux aux États-Unis sont très variés : les Afro-américains, les Hispaniques et Latino-Américains, les métis, les Melungeons, les Hapa, les créoles de Louisiane et de nombreuses autres communautés multiraciales situées dans l'Est des Etats-Unis. Beaucoup d'Amérindiens sont multiraciaux mais s'identifient comme des membres à part entière de tribus indiennes reconnues fédéralement.

## Histoire
Voir aussi : Lois Jim Crow, métissage, mulâtre, mariage interracial aux États-Unis.
La plupart des américains sont des descendants multiethniques de groupes d'immigrants distincts ayant chacun leur propre culture. Certains se considèrent multiraciaux, tout en reconnaissant la race comme une construction sociale. La créolisation, l'assimilation et l'intégration ont été des processus continus. Le mouvement américain des droits civiques et d'autres mouvements sociaux depuis le milieu du XXe siècle ont travaillé pour parvenir à la justice sociale et à l'application équitable des droits civils en vertu de la constitution pour toutes les ethnies. Dans les années 2000, moins de 5 % de la population s'identifiait comme multiraciale. Dans de nombreux cas, l'ascendance raciale mixte est si loin dans l'histoire familiale d'un individu (par exemple, avant la guerre civile ou encore avant), qu'elle n'affecte pas l'identification ethnique et culturelle plus récente.
Les relations et les mariages interraciaux ont lieu depuis les premières années coloniales, surtout avant que l'esclavage ne renforce la création d'une caste raciale associée aux personnes d'ascendance africaine en Amérique coloniale. AU XVIIe siècle, dans plusieurs des Treize Colonies, des lois ont été adoptées donnant aux enfants le statut social de leur mère selon le principe de partus sequitur ventrem, indépendamment de la race ou de la citoyenneté du père. Cela a bouleversé le principe de la common law anglaise selon lequel un homme donnait son statut à ses enfants — qui avait permis aux communautés d'exiger que les pères soutiennent leurs enfants, qu'ils soient légitimes ou non.
Ce changement a augmenté la capacité des hommes blancs à abuser des femmes esclaves sexuellement car ils n'étaient pas responsables des enfants. Ainsi, en tant que maître ou que père d'enfants métis nés dans l'esclavage, les hommes pouvaient utiliser ces personnes comme domestiques ou ouvriers ou les vendre comme esclaves. Dans certains cas, les pères blancs subvenaient aux besoins de leurs enfants multiraciaux : ils s'occupaient de leur éducation, de leur apprentissage et les libéraient. Ils de leur paternité a eu lieu en particulier pendant les deux décennies qui ont suivi la révolution américaine, et surtout dans les colonies françaises et espagnoles, où se formaient une classe de gens de couleur libres instruits et propriétaires. Cependant, beaucoup de pères blancs abandonnèrent leurs enfants métis et leurs mères en esclavage.
Le chercheur Paul Heinegg a découvert que la plupart des familles de personnes libres de couleur à l'époque coloniale venaient d'unions de femmes blanches (soit libres ou servantes sous contrat) et des hommes africains (esclaves, sous contrat ou libres). Les peuples de la classe ouvrière vivaient et travaillaient ensemble, leurs enfants étaient libres grâce au statut des femmes blanches. Au contraire, dans le modèle de l'ère post-révolutionnaire, la plupart des enfants métis avaient des pères blancs et des mères esclaves.
Des lois contre le métissage ont été votées dans la plupart des États au XVIIIe, XIXe et au début du XXe siècle, mais cela n'a pas empêché les propriétaires d'esclaves blancs, leurs fils ou d'autres hommes puissants blancs de prendre pour concubine des femmes esclaves et d'avoir des enfants multiraciaux avec eux. En Californie et dans l'Ouest des États-Unis, il y avait davantage de résidents latino-américains et asiatiques, qui avaient pour interdiction de se marier avec des personnes blanches. Les lois interdisant le mariage entre les américains-européens et les asiatiques sont restées en vigueur jusque dans les années 1950.

### Les débuts des États-Unis

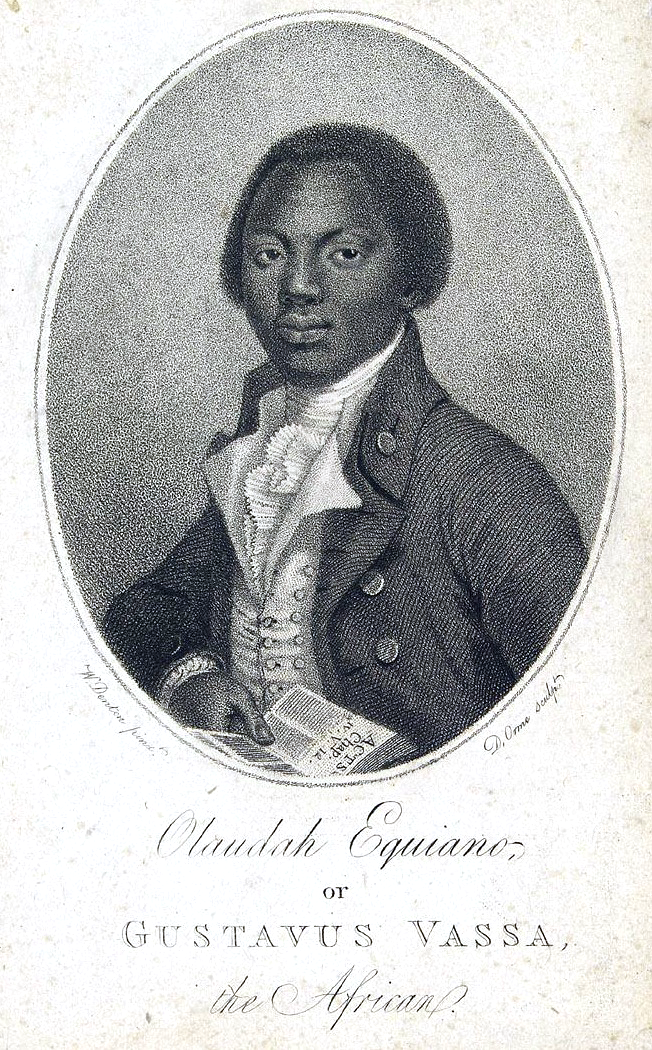
Olaudah Equiano

Les relations interraciales ont une longue histoire en Amérique du Nord et aux États-Unis, en commençant par des unions entre des explorateurs et des soldats européens, et des femmes autochtones. Après la colonisation européenne, les commerçants et les trappeurs se sont souvent mariés ou ont eu des unions avec des femmes de tribus autochtones. Au XVIIe siècle, confrontés à une pénurie persistante de main-d'œuvre, les colons, principalement dans la colonie de la baie de Chesapeake, importaient des Africains comme ouvriers, parfois comme serviteurs sous contrat puis après Anthony Johnson (source?) de plus en plus, comme esclaves. Des esclaves africains ont également été importés à New York et dans d'autres ports du Nord par les Hollandais et plus tard les Anglais. Certains esclaves africains ont été libérés par leurs maîtres durant ces premières années.
Dans les années coloniales, alors que les conditions étaient plus libres, des femmes blanches (servantes ou libres) et des hommes africains (serviteurs, esclaves ou libres) s'unirent. Parce que les femmes étaient libres, leurs enfants métis naissaient libres. Ainsi, leurs descendants ont formé la plupart des familles de personnes libres de couleur pendant la période coloniale en Virginie. Paul Heinegg a trouvé que 80 % des personnes de couleur libres en Caroline du Nord dans les recensements de 1790-1810 avaient pour ascendance des familles libres en Virginie pendant les années coloniales.
En 1789, Olaudah Equiano, un ancien esclave en provenance de l'actuel Nigeria, a publié son autobiographie. Il défend le mariage interracial entre les blancs et les noirs. À la fin du dix-huitième siècle, des visiteurs du Haut-Sud ont noté la forte proportion d'esclaves métis, preuve du métissage.
En 1790, le premier recensement fédéral de la population a été effectué aux États-Unis. Les recenseurs ont été chargés de classer les résidents libres comme blancs ou «autre». Seuls les chefs de famille étaient identifiés par leur nom dans le recensement fédéral jusqu'en 1850. Les Amérindiens étaient classés comme «autre», puis sous la dénomination «peuple de couleur libre» (lorsqu'ils ne vivaient pas dans des réserves indiennes). Jusqu'à la Guerre de Sécession et l'abolition de l'esclavage, les esclaves étaient comptabilisés séparément des personnes libres dans tous les recensements. Dans les recensements ultérieurs, les personnes d'ascendance africaine ont été classées par apparence en tant que mulâtre (qui reconnaissait l'ascendance européenne visible en plus de l'origine africaine) ou noir.
Après la guerre d'Indépendance des Etats-Unis, la proportion ainsi que le nombre de personnes libres de couleur ont augmenté de façon marquée au Nord et au Sud au fur et à mesure que les esclaves étaient libérés. La plupart des États du Nord ont aboli l'esclavage, parfois, comme New York, via des programmes d'émancipation graduelle qui ont pris plus de deux décennies à être complétés. Les derniers esclaves à New York n'ont été libérés qu'en 1827. Lors du second Second Grand Réveil, la Société Religieuse des Amis (quaker) et les prêcheurs Méthodistes du Sud ont exhorté les propriétaires d'esclaves à libérer leurs esclaves. Les idéaux révolutionnaires ont conduit beaucoup d'hommes à libérer leurs esclaves, certains par contrainte et d'autres par volonté, de sorte que de 1782 à 1810, le pourcentage de personnes de couleur libres dans le Sud est passé de moins de 1 % à près de 10 %.

### LeXIXesiècle: la guerre civile américaine, l'émancipation, la reconstruction et Jim Crow

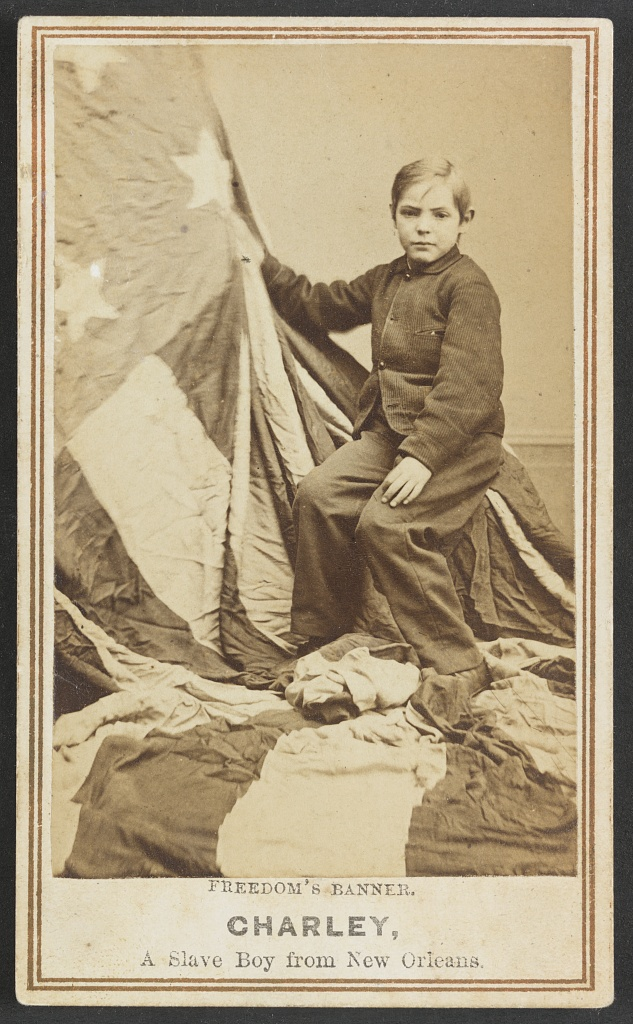
Charley Taylor tenant un drapeau américain. Charley était le fils d'Alexander Withers et l'un des esclaves de Withers. Withers a vendu Charley à un marchand d'esclaves et il a été vendu à nouveau à la Nouvelle-Orléans.

De nombreuses relations entre hommes esclavagistes, surveillants, ou fils de maîtres et esclaves femmes, la plus notable est celle du président Thomas Jefferson avec son esclave Sally Hemings. Tel que mentionné dans l'exposition collaborative Smithsonian-Monticello de 2012, Esclavage à Monticello : le paradoxe de la liberté, Jefferson, alors veuf, a pris Hemings comme concubine pendant près de 40 ans. Ils avaient six enfants enregistrés; quatre enfants Hemings ont survécu jusqu'à l'âge adulte, et il les a tous libérés, parmi les très rares esclaves qu'il a libérés. Deux ont été autorisés à « s'échapper » dans le Nord en 1822, et deux ont été libérés par sa volonté à sa mort en 1826. Sept huitièmes d'ascendance blanche, ses quatre enfants Hemings ont déménagé dans les états du nord comme adultes; trois des quatre sont entrés dans la communauté blanche et tous leurs descendants ont été identifiés comme étant blancs. Parmi les descendants de Madison Hemings, qui ont continué à s'identifier comme noirs, certains dans les générations futures ont fini par s'identifier comme étant blancs et «mariés», tandis que d'autres continuaient à s'identifier comme Afro-Américains. Il était socialement avantageux pour les enfants d'Hemings de s'identifier comme étant blancs, en accord avec leur apparence et la proportion majoritaire de leur ascendance. Bien que nés dans l'esclavage, les enfants Hemings étaient légalement blancs en vertu de la loi de la Virginie de l'époque.

### LeXXesiècle
Par exemple, la règle de la goutte unique a été promulguée dans la loi d'intégrité raciale de Virginie en 1924 et dans d'autres États du sud, en partie influencée par la popularité de l'eugénisme et des idées de pureté raciale. Les gens ont enterré des souvenirs en déclin que beaucoup de Blancs avaient une ascendance multiraciale. De nombreuses familles étaient multiraciales. Des lois similaires avaient été proposées mais pas adoptées à la fin du XIXe siècle en Caroline du Sud et en Virginie, par exemple. Après avoir retrouvé le pouvoir politique dans les États du Sud en privant les Noirs de leurs droits, les démocrates blancs ont adopté des lois pour imposer Jim Crow et la ségrégation raciale afin de restaurer la suprématie des Blancs. Ils les ont maintenus jusqu'à ce qu'ils soient obligés de changer dans les années 1960 et après par l'application de la législation fédérale autorisant le contrôle des pratiques visant à protéger les droits constitutionnels des Afro-Américains et des autres citoyens des minorités.
Ils les ont maintenus jusqu'à ce qu'ils soient obligés de changer dans les années 1960 et après par l'application de la législation fédérale autorisant le contrôle des pratiques visant à protéger les droits constitutionnels des Afro-Américains et des autres citoyens des minorités.
En 1967, l'affaire de la Cour suprême des États-Unis, Loving v. Virginia, a statué que les lois anti-métissage étaient inconstitutionnelles.
Au vingtième siècle et jusqu'en 1989, les organismes de services sociaux ont généralement attribué aux enfants multiraciaux l'identité raciale du parent minoritaire, ce qui reflétait les pratiques sociales d'hypodescence. Les travailleurs sociaux noirs avaient influencé les décisions des tribunaux sur les règlements liés à l'identité; ils ont fait valoir que l'enfant bi-racial étant considéré comme noir, il devrait être classé de cette manière afin de s'identifier au groupe et d'apprendre à faire face à la discrimination.
En 1990, le Census Bureau incluait plus d'une douzaine de catégories ethniques/raciales dans le recensement, reflétant non seulement des idées sociales changeantes sur l'ethnicité, mais aussi la grande variété d'immigrants venus s'établir aux États-Unis en raison de l'évolution des forces historiques, lois d'immigration dans les années 1960. Dans une société en mutation, de plus en plus de citoyens ont commencé à réclamer la reconnaissance de l’ascendance multiraciale. Le Census Bureau a modifié sa collecte de données en permettant aux personnes de s’identifier comme étant plus d’une ethnie. Certains groupes ethniques s'inquiètent des effets politiques et économiques potentiels, l'aide fédérale aux groupes historiquement mal desservis dépendant des données du recensement. Selon le Bureau du recensement, en 2002, plus de 75 % de tous les Afro-Américains avaient des ancêtres multiraciaux.
La proportion d'enfants multiraciaux reconnus aux États-Unis est en croissance constante. Les partenariats interraciaux sont en hausse, tout comme les adoptions trans-raciales. En 1990, environ 14 % des 18 à 19 ans, 12 % des 20 à 21 ans et 7 % des 34 à 35 ans étaient impliqués dans des relations interraciales (Joyner et Kao, 2005).

## Démographie
En savoir plus : Démographie raciale et ethnique des États-Unis
Les personnes multiraciales qui voulaient reconnaître leur héritage complet ont remporté une sorte de victoire en 1997, lorsque le Bureau de la gestion et du budget a modifié la réglementation fédérale des catégories raciales pour permettre des réponses multiples. Cela a entraîné un changement au recensement américain de 2000, qui a permis aux participants de choisir plus d'une des six catégories disponibles, qui étaient, en bref : « Blanc », « Noir ou Afro-américain », « Asiatique », « Amérindien ». ou Alaskiens Natifs, « Hawaïen Natifs ou autre insulaire du Pacifique », et « Autre ».
- De plus amples détails sont donnés dans l'article : Race (recensement américain).

Le Bureau de la gestion et du budget a rendu sa directive obligatoire pour tous les formulaires gouvernementaux depuis 2003.
En 2000, Cindy Rodriguez a rapporté les réactions du nouveau recensement :
« Pour de nombreux groupes de défense des droits civils, le nouveau recensement fait partie d'un cauchemar multiracial. Après des décennies d'encadrement de questions raciales en termes noirs et blancs, ils craignent que le mouvement multiracial ne brise des alliances de longue date, affaiblissant les gens de couleur en les scindant en de nouveaux sous-groupes. »
Certains individus multiraciaux se sentent marginalisés par la société américaine. Par exemple, lors d'une candidature à l'école ou pour un emploi, ou lors de tests standardisés, les Américains sont parfois invités à cocher des cases correspondant à la race ou à l'origine ethnique. En règle générale, environ cinq choix de course sont donnés, avec l'instruction de « n'en cocher qu'une ». Alors que certaines enquêtes offrent une case «autre», ce choix regroupe des individus de différents types multiraciaux (exemple : les Américains d'origine européenne / Afro-Américains sont regroupés avec des Indiens d'Asie / Amérindiens).
Le recensement américain de 2000 dans la catégorie réponse par écrit comportait une liste de codes qui standardise le placement de diverses réponses écrites pour le placement automatique dans le cadre des races énumérées du recensement américain. Alors que la plupart des réponses peuvent être considérées comme tombant dans l'une des cinq races énumérées, il reste des réponses écrites qui tombent dans la rubrique « Mélange » qui ne peut pas être catégorisée de manière raciale. Ceux-ci incluent « Bi Racial, Combinaison, Tout, Beaucoup, Mixte, Multi National, Multiple, Plusieurs et Divers ». [17]
En 1997, Greg Mayeda, membre du Conseil d'administration du Hapa Issues Forum, a assisté à une réunion sur les nouvelles classifications raciales pour le recensement américain de 2000. Il se disputait contre une catégorie multiraciale et pour les personnes multiraciales étant comptées comme toutes leurs races. Il a soutenu qu'un cas multiraciale séparée ne permet pas à une personne qui identifie comme race mixte la possibilité d'être comptée correctement. Après tout, nous ne sommes pas seulement métis. Nous représentons tous les groupes raciaux et nous devrions les compter comme tels. Une boîte multiraciale autonome révèle très peu de choses sur les antécédents de la personne qui le vérifie.
Selon James P. Allen et Eugene Turner de l'Université d'État de Californie, Northridge, qui a analysé le recensement de 2000, la plupart des personnes multiraciales identifiées comme partie blanche. En outre, la répartition est la suivante :
- blanc/amérindien et autochtone d'Alaska, à 7 015 017 ;
- blanc/noir à 737 492 ;
- blanc/asiatique à 727 197 ;
- blanc/natif hawaïen et autre insulaire du Pacifique à 125 628.

En 2010, 1,6 million d'Américains ont cochés à la fois « noir » et « blanc » sur leurs formulaires de recensement, un chiffre 134 % plus élevé que le nombre dix ans plus tôt. Le nombre de mariages et de relations interraciaux, et les adoptions interraciales et internationales ont augmenté la proportion de familles multiraciales.
De plus, un plus grand nombre de personnes peuvent identifier plusieurs ascendances, car le concept est plus largement accepté.

### Identité américaine multiraciale
Étant donné la variété des environnements sociaux familiaux et généraux dans lesquels les enfants multiraciaux sont élevés, ainsi que la diversité de leur apparence et de leur patrimoine, les généralisations sur les défis ou les opportunités des enfants multiraciaux ne sont pas très utiles.
L'identité sociale des enfants et de leurs parents dans la même famille multiraciale peut varier ou être la même[24]. Certains enfants multiraciaux se sentent poussés par diverses sources à « choisir » ou à s'identifier comme une seule identité raciale. D'autres peuvent ressentir la pression de ne pas abandonner une ou plusieurs de leurs ethnies, en particulier si elles sont identifiées culturellement.
Certains individus multiraciaux tentent de revendiquer une nouvelle catégorie. Par exemple, l'athlète Tiger Woods a déclaré qu'il n'était pas seulement afro-américain mais « cablinéien », car il était d'origine caucasienne, afro-américaine, amérindienne et asiatique.
Être multiracial peut toujours être problématique. La plupart des constructions raciales en Amérique tournent autour d'une institution particulière connue sous le nom de « règle de la goutte unique » La vanité d'une goutte façonne le racisme — créant une « caste » arbitraire — et la réponse collective contre elle. Identifier comme multiraciale, c'est remettre en cause cette logique et, par conséquent, tomber hors des deux camps.
Tous les mono-raciaux considèrent une identité multiraciale comme un choix qui nie la loyauté envers le groupe racial opprimé. Nous pouvons voir que cette question est actuellement en cours sur le débat du recensement américain pour inclure une catégorie multiraciale — certains groupes mono-raciaux opprimés croient que cette catégorie diminuerait leur nombre et leurs « avantages ».
Beaucoup d'étudiants qui s'appelaient « moitié-asiatique, noir, etc. » est venu à l'université à la recherche de connaissances culturelles, mais s'est retrouvé importun dans des groupes de pairs qui étaient des ethnies « entières ». (Renn, 1998) Elle a constaté que, à la suite de cette exclusion, de nombreux étudiants multiraciaux ont exprimé le besoin de créer et de maintenir une communauté multiraciale auto-identifiée sur le campus. Les personnes multiraciales peuvent s'identifier davantage les unes aux autres, car « elles partagent l'expérience de naviguer sur la vie de campus comme des personnes multiraciales » (Renn, 1998) qu'avec leurs groupes ethniques. Les étudiants multiraciaux de différentes ascendances ont leurs propres expériences en commun.
Pour autant, certains enfants grandissent sans que la race soit un problème important dans leur vie.

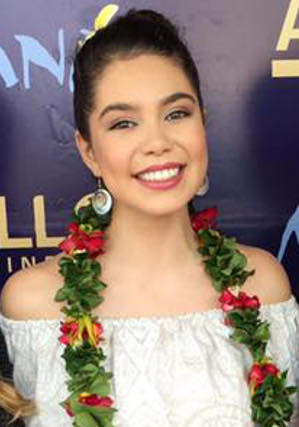
Auli'i Cravalho est d'origine hawaïenne, portoricaine, irlandaise, portugaise et chinoise[3],[4],[5].
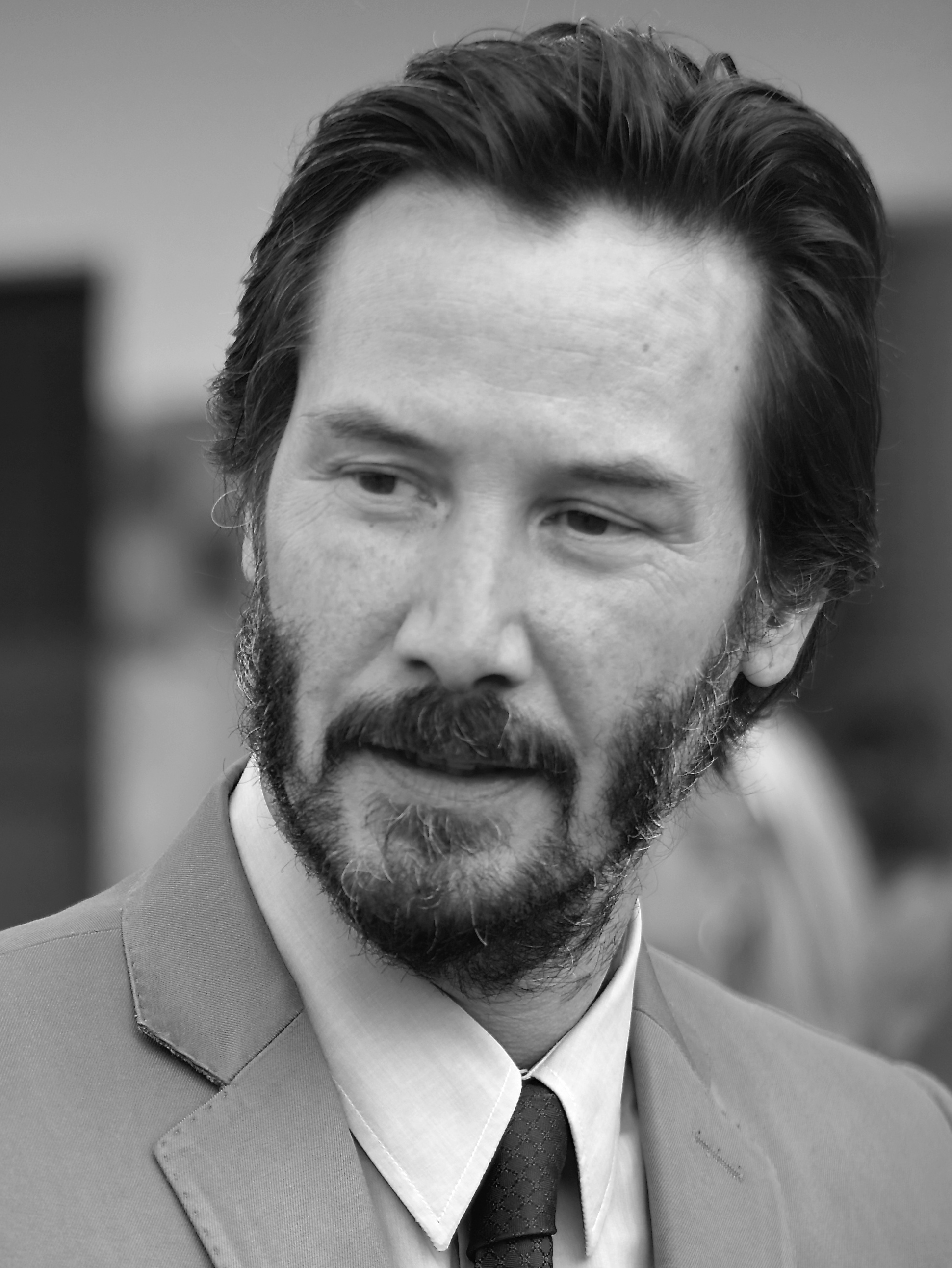
Keanu Reeves a une mère anglaise et un père d'origine hawaïenne, anglaise, irlandaise, portugaise et chinoise[6],[7],[8].
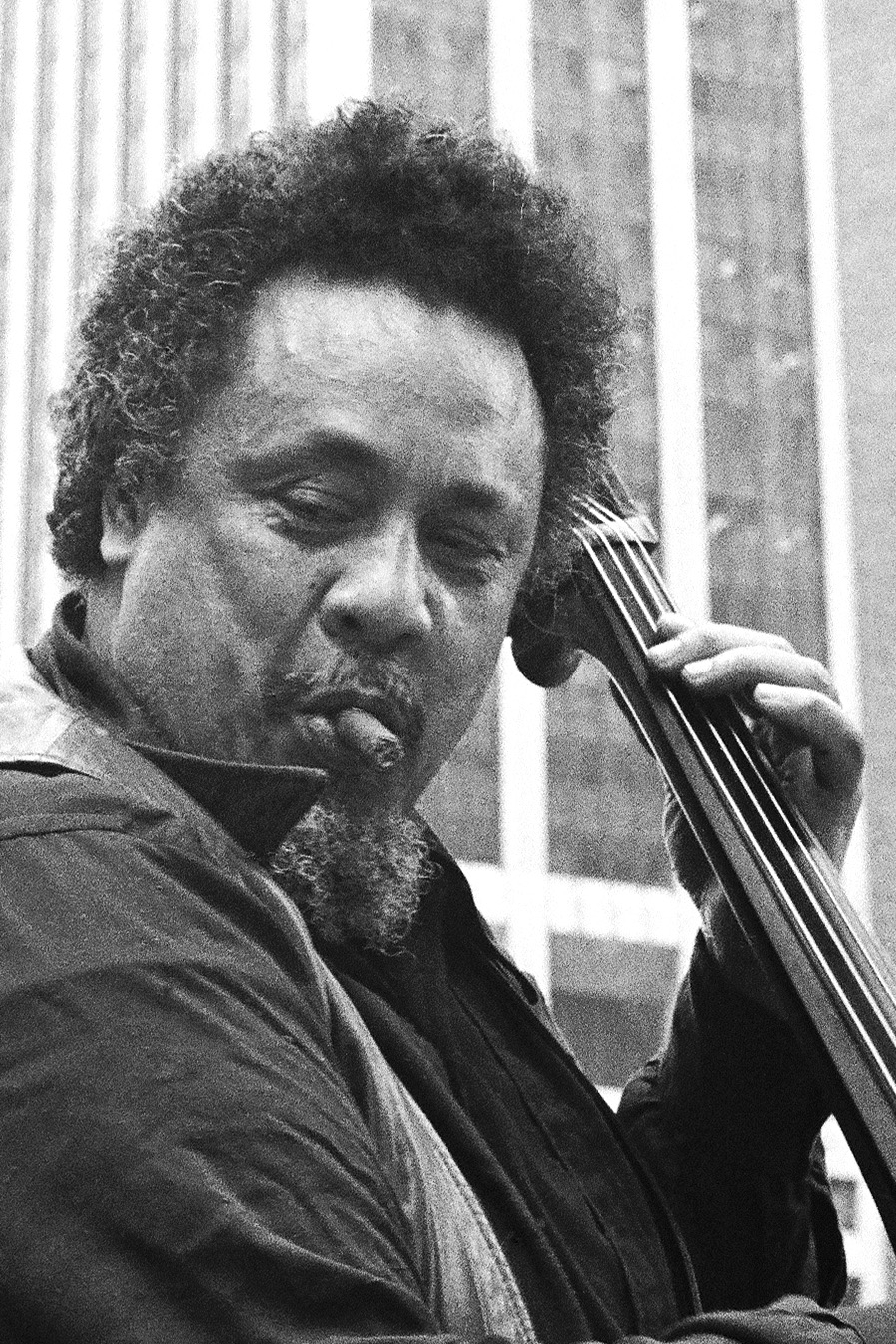
Charles Mingus est né d'une mère d'origine anglaise et chinoise et d'un père d'origine afro-américaine et suédoise[9],[10].
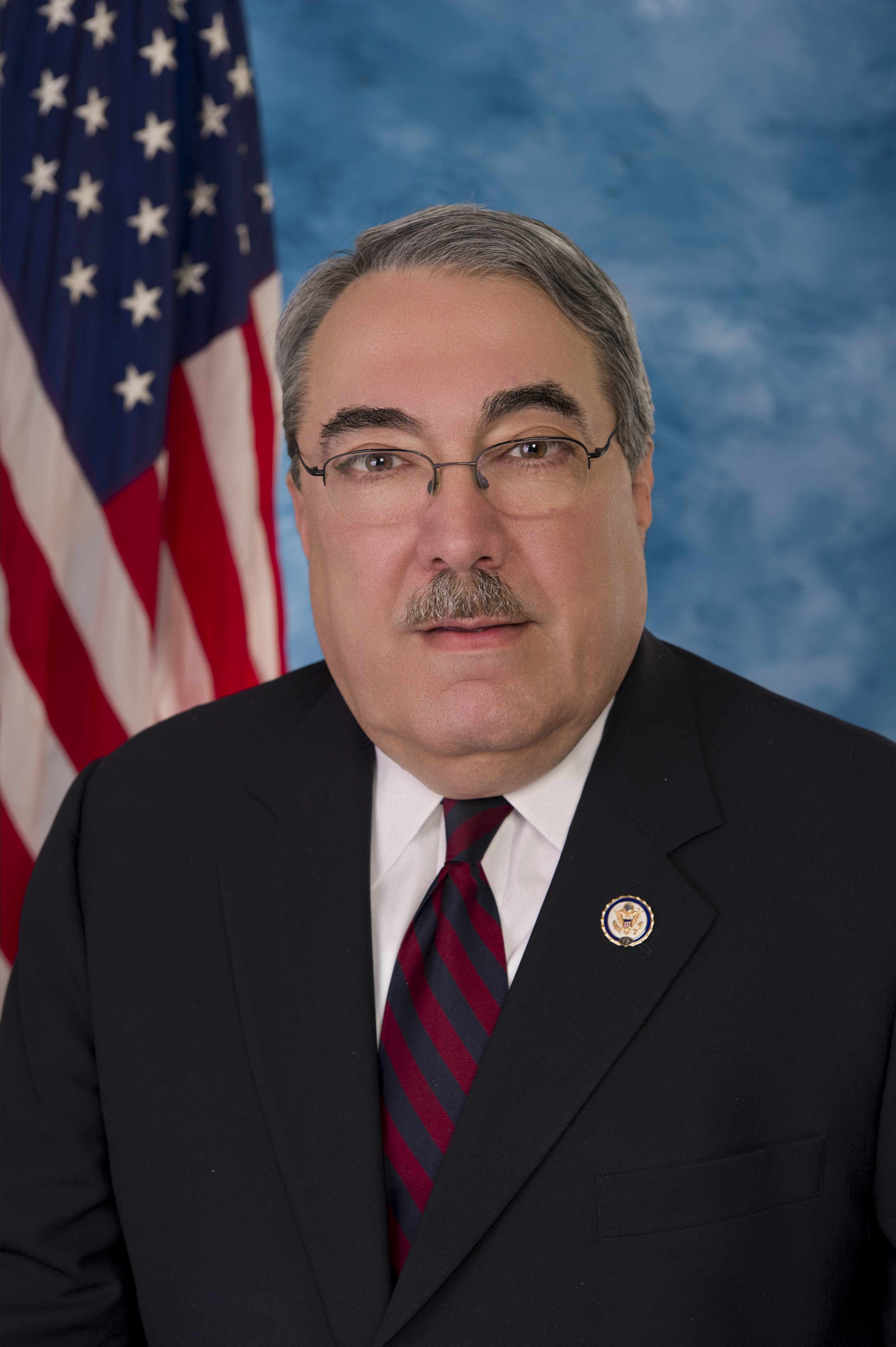
G. K. Butterfield est né de deux parents métis d'ascendance européenne et africaine[11].
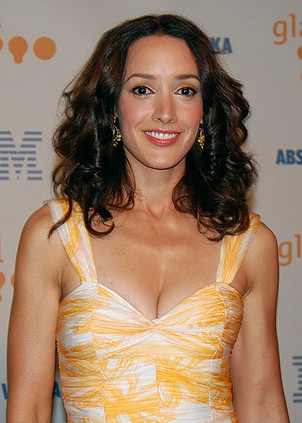
Jennifer Beals est née d'une mère irlando-américaine et d'un père afro-américain[12].
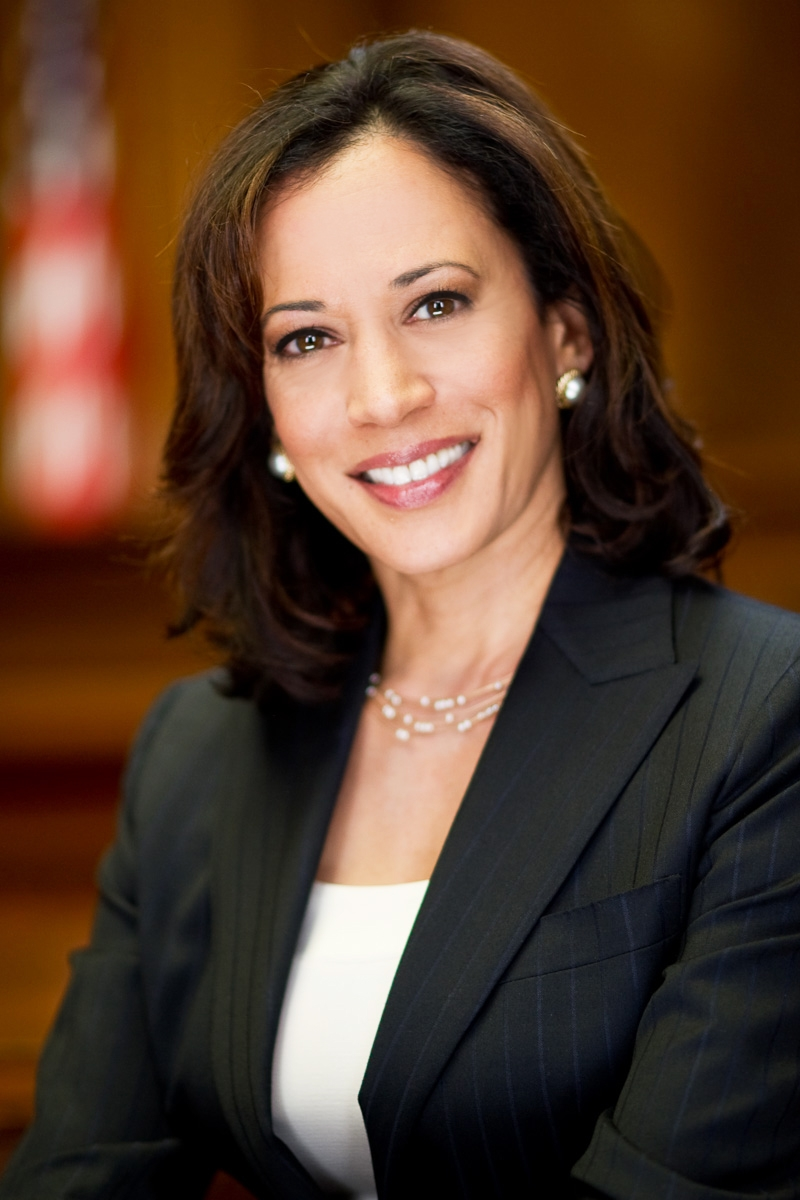
Kamala Harris est née d'une mère indienne de 14 ans et d'un père jamaïcain[13].

## Identité américaine blanche et européenne
L'analyse de l'ADN montre des résultats variés concernant l'ascendance non européenne chez les Américains blancs auto-identifiés. Une analyse d'ADN de 2002 a révélé qu'environ 30 % des Américains blancs auto-identifiés ont une ascendance récente en Afrique sub-saharienne. Une étude réalisée en 2014 sur des données provenant de clients 23andMe a révélé que le pourcentage d'ascendance africaine ou amérindienne chez les Américains blancs varie significativement selon la région, avec environ 5 % des Américains blancs vivant en Louisiane et en Caroline du Sud ayant 2 % ou plus d'ascendance africaine.
Parmi les récits biographiques, on peut distinguer l'autobiographie Life on the Color Line: The True Story of a White Boy Who Discovered He Was Black par Gregory Howard Williams; One Drop: My Father's Hidden Life—A Story of Race and Family Secrets écrite par Bliss Broyard à propos de son père Anatole Broyard; le documentaire Colored White Boy sur un homme blanc en Caroline du Nord qui découvre qu'il est le descendant d'un propriétaire blanc de plantation et d'une esclave africaine violée ; et le documentaire sur The Sanders Women de Shreveport, en Louisiane.

## Identité raciale chez les Amérindiens

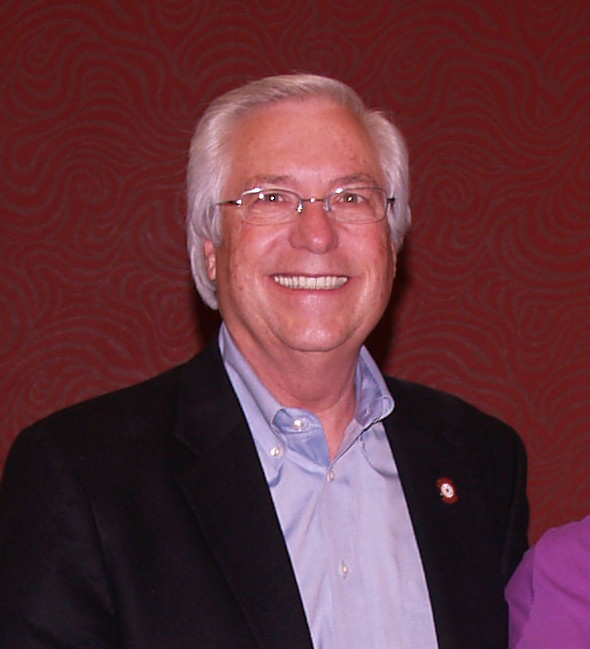
Bill John Baker, chef principal de la Nation Cherokee, à la Conférence des Cherokee Leaders en 2013

Lors du recensement de 2010, près de 3 millions de personnes ont indiqué que leur race était amérindienne (y compris les autochtones de l'Alaska). Parmi ceux-ci, plus de 27 % ont spécifiquement indiqué « Cherokee » comme race et origine ethnique. Beaucoup des premières familles de la Virginie réclament la descente de Pocahontas ou d'une autre « princesse indienne ».
Ce phénomène a été surnommé le « syndrome de Cherokee ». Aux États-Unis, de nombreuses personnes cultivent une identité ethnique opportuniste en tant qu'Américains, parfois à travers des groupes patrimoniaux cherokee ou des bénédictions de mariage indiennes.
De nombreuses tribus, surtout celles de l'est des États-Unis, sont composées principalement d'individus avec une identité amérindienne sans ambiguïté, bien qu'ils soient principalement d'ascendance européenne. Plus de 75 % des personnes enrôlées dans la nation Cherokee ont moins du quart de pure-sang Cherokee, et l'actuel chef principal de la nation Cherokee, Bill John Baker, est 1/32 Cherokee, ce qui représente environ 3 %.
Historiquement, de nombreux Amérindiens ce sont assimilés à la société coloniale et plus tard américaine, par exemple en adoptant l'anglais et en se convertissant au christianisme. Dans de nombreux cas, ce processus s'est produit par l'assimilation forcée d'enfants envoyés dans des internats spéciaux loin de leur famille. Ceux qui pouvaient passer pour des blancs avaient l'avantage du privilège blanc. Aujourd'hui, après des générations de blanchiment racial par hypergamie, de nombreux Amérindiens sont visuellement indiscernables des Américains blancs, contrairement aux métis aux États-Unis, qui peuvent en fait avoir peu ou pas d'ascendance non indigène.
Les Amérindiens sont plus susceptibles que n'importe quel autre groupe racial de pratiquer l'exogamie raciale, ce qui entraîne une proportion de plus en plus faible de sang autochtone parmi ceux qui revendiquent une identité amérindienne. Certaines tribus auront même recours à la désinscription des membres de la tribu incapables de fournir une «preuve» scientifique de  l'ascendance de race autochtone, généralement grâce à un certificat de degré de sang indien ou de testes génétiques.
La désinscription est devenue une question litigieuse dans la politique de réservation des Amérindiens.

## Hispanique et latino-américaine
Pour en savoir plus : Garifuna-Américains, Hispaniques et Latino-Américains, noirs hispaniques et latino-américains, métis aux États-Unis et mulâtres.
Une famille latino-américaine typique peut avoir des membres avec un large éventail de phénotypes raciaux, ce qui signifie qu'un couple hispanique peut avoir des enfants qui ont l'air blanc et africain et / ou amérindien et/ou asiatique[83]. Les Américains Latino ont plusieurs auto-identifications; la plupart des Latinos s'identifient comme blancs en termes de race, tandis que d'autres s'identifient comme étant noirs et/ou amérindiens et/ou asiatiques. Les Latinos qui ne veulent pas s'identifier en ces termes s'identifient simplement comme hispaniques et/ou comme une autre race.
Beaucoup de migrants latino-américains ont été métis, amérindiens ou autres types de mélange.
Les Latinos multiraciaux ont une apparence médiatique limitée; les critiques ont accusé les médias hispaniques américains de négliger les populations hispaniques multiraciales, noires ou à la peau brune par surreprésentation des Hispaniques et latinos-américains blancs, blonds et aux yeux bleus (qui ressemblent aux Scandinaves et aux autres Européens du Nord alors qu'ils présentent principalement des caractéristiques typiques d'Européens du Sud) et aussi des métis hispaniques et latino-américains à la peau claire (souvent considérés comme des personnes blanches dans les populations hispaniques et latino-américaines si elles atteignent la classe moyenne), comme beaucoup d'acteurs sur les telenovelas.

## Identité noire et afro-américaine

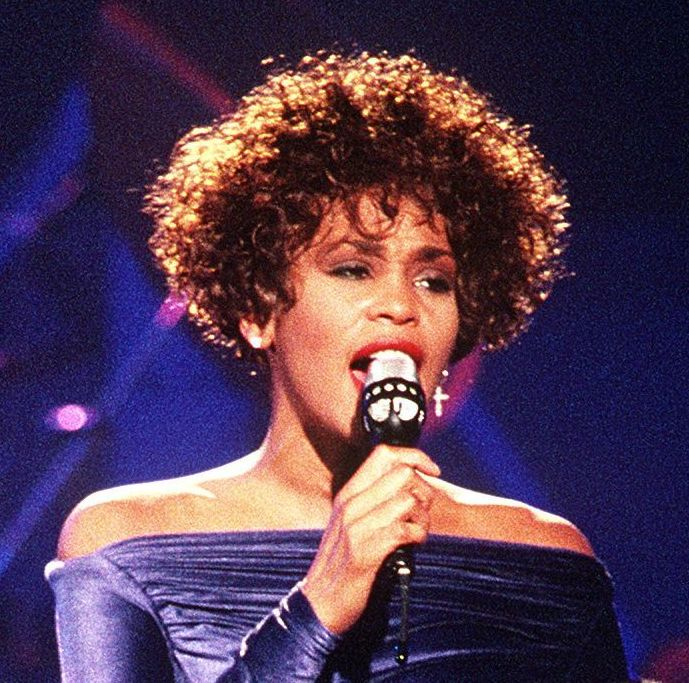
Whitney Houston était une partie afro-américaine, amérindienne et hollandaise.

Voir aussi: créole atlantique, Irlandais noir, cheville en laiton, peuple de la crête de la châtaigne, Peuple de couleur libre, Jaune haut perché, Hypodescent, peuple créole de Louisiane, melungeon, mulâtre, redbone (ethnie) et We-Sorts
Les Américains d'origine subsaharienne pour des raisons historiques: l'esclavage, le partus sequitur ventrem, la loi du un-huitième, la règle de la goutte unique de la législation du XXe siècle, ont souvent été classés comme noirs (historiquement) ou afro-américains, même s'ils ont importante ascendance américaine ou amérindienne. Comme l'esclavage est devenu une caste raciale, ceux qui ont été réduits en esclavage et d'autres d'ascendance africaine ont été classés par ce qu'on appelle « l'hypodèse » selon le groupe ethnique de statut inférieur. Beaucoup d'ascendance et d'apparence européennes majoritaires « mariaient blanc » et s'assimilaient à la société blanche pour ses avantages sociaux et économiques, tels que les générations de familles identifiées comme Mélungeons, maintenant généralement classifiées comme blanches mais démontrées génétiquement comme étant d'ascendance africaine européenne et subsaharienne.
Parfois, des personnes d'ascendance mixte afro-américaine et amérindienne déclarent avoir eu des membres de la famille plus âgés qui ont dissimulé des informations généalogiques pertinentes.
Tracer la généalogie des Afro-Américains peut être un processus très difficile, car les recensements n'ont pas identifié les esclaves par leur nom avant la guerre civile américaine, ce qui signifie que la plupart des Afro-Américains ne figuraient pas nommément dans ces documents. De plus, beaucoup de pères blancs utilisaient des esclaves sexuellement, même ceux qui entretenaient des relations à long terme comme Thomas Jefferson avec Sally Hemings, ne reconnaissaient officiellement pas leurs enfants esclaves mixtes dans les documents officiels, et la paternité était alors perdue.
Les archives coloniales des navires et des ventes d'esclaves français et espagnols, ainsi que les registres des plantations dans toutes les anciennes colonies, contiennent souvent beaucoup plus d'informations sur les esclaves, à partir desquelles les chercheurs reconstituent l'histoire des familles d'esclaves. Les généalogistes ont commencé à trouver des registres de plantations, des registres judiciaires, des titres fonciers et d'autres sources pour retracer les familles et les individus afro-américains avant 1870.
Comme les esclaves étaient généralement interdits d'apprendre à lire et à écrire, les familles noires transmettaient des histoires orales, très persistance. De même, les Amérindiens n'apprennent généralement pas à lire et à écrire en anglais, bien que certains le fassent au XIXe siècle. Jusqu'en 1930, les enquêteurs du recensement utilisaient les termes « Gens de couleur libres et de mulâtre » pour classer les personnes de race mixte apparente.
Lorsque ces termes ont été supprimés, à la suite du lobbying par le bloc du Congrès du Sud, le Census Bureau a utilisé seulement les classifications binaires de noir ou de blanc, comme c'était le cas dans les États du sud ségrégués.
Dans les années 1980, les parents d'enfants métis ont commencé à s'organiser et à faire pression pour l'ajout d'un terme plus inclusif de désignation raciale reflétant le patrimoine de leurs enfants. Lorsque le gouvernement américain a proposé l'ajout de la catégorie « bi-raciale » ou « multiraciale » en 1988, la réaction du public était essentiellement négative. Certaines organisations afro-américaines et des leaders politiques afro-américains, comme la députée Diane Watson et le membre du Congrès Augustus Hawkins, ont exprimé leur rejet de la catégorie, craignant la perte du pouvoir politique et économique si les Afro-Américains réduisaient leur nombre en auto-identification.
Depuis les années 1990 et 2000, les termes métis, biracial et multiracial ont été utilisés plus fréquemment dans la société. Il est encore plus courant aux États-Unis (contrairement à d'autres pays ayant des antécédents d'esclavage) que les personnes ayant des caractéristiques africaines visibles s'identifient ou soient classées uniquement comme des Noirs ou des Afro-Américains, indépendamment de toute autre ascendance évidente.
Le président Barack Obama est d'ascendance est-africaine et européenne-américaine mais il s'identifie comme Afro-américain. Un sondage de 2007, alors qu'Obama était candidat à la présidentielle, a révélé que les Américains différaient dans leurs réponses quant à la façon dont ils le classaient: une majorité de Blancs et d'Hispaniques le classaient comme biracial, mais une majorité d'Afro-Américains le classait comme noir.
Une étude réalisée en 2003 a trouvé en moyenne 18,6 % (± 1,5 %) d'adjuvants européens dans un échantillon de population de 416 Afro-Américains de Washington, DC. Les études d'autres populations dans d'autres régions ont trouvé des pourcentages différents d'ethnicité.
Vingt pour cent des Afro-Américains ont plus de 25 % d'ascendance européenne, ce qui reflète la longue histoire des unions entre les groupes. Le groupe « essentiellement africain » est essentiellement africain, puisque 70 % des Afro-Américains de ce groupe ont moins de 15 % d'ascendance européenne. Les 20 % des Afro-Américains dans le groupe « majoritairement mixte » (2,7 % de la population américaine) ont entre 25 % et 50 % d'ascendance européenne.
L'affirmation de l'écrivain Sherrel W. Stewart selon laquelle « la plupart» des Afro-Américains ont un important héritage amérindien n'est pas soutenue par les chercheurs en génétique raciale qui ont réalisé d'importantes études de cartographie de la population. La série télévisée sur l'ascendance afro-américaine, organisée par le savant Henry Louis Gates, Jr., a eu des chercheurs en génétique qui ont discuté en détail de la variété des ascendances parmi les Afro-Américains. Ils ont noté qu'il y a une croyance populaire dans un taux élevé d'adjuvants amérindiens qui n'est pas soutenu par les données qui ont été recueillies.
Les tests génétiques des lignées directes masculines et féminines n'évaluent que deux des lignées d'ascendance racial d'un individu. Pour cette raison, les personnes présentes sur le plateau de l’émission  Gates ont eu des tests ADN plus complets.
Le critique Troy Duster, qui écrit dans The Chronicle of Higher Education, pense que la série African American Lives de Gates aurait dû en dire plus aux gens sur les limites du test génétique SNP. Il dit que toutes les ascendances ne peuvent pas apparaître dans les tests, en particulier pour ceux qui prétendent être des descendants d'Amérindiens. D'autres experts sont également d'accord.
Les tests de population sont encore en cours. Certains groupes d'Amérindiens qui ont été échantillonnés peuvent ne pas avoir partagé le modèle de marqueurs recherchés. Les généticiens reconnaissent que les tests d'ADN ne permettent pas encore de distinguer les membres de différentes nations culturelles amérindiennes. Il y a des preuves génétiques pour trois grandes migrations en Amérique du Nord, mais pas pour une différentiation historique plus récente. De plus, tous les Amérindiens n'ont pas été testés, donc les scientifiques ne savent pas avec certitude que les Amérindiens n'ont que les marqueurs génétiques qu'ils ont identifiés.

## Mélange
Sur les formulaires de recensement, le gouvernement dépend de l'auto-identification des individus. Les Afro-Américains contemporains possèdent des degrés variables de mélange avec l'ascendance européenne. Un pourcentage a également divers degrés d'ascendance amérindienne,.
Beaucoup de familles afro-américaines libres sont descendues des unions entre les femmes blanches et les hommes africains dans la Virginie coloniale. Leurs descendants libres ont migré vers la frontière de la Virginie, de la Caroline du Nord et de la Caroline du Sud aux XVIIIe et XIXe siècles. Il y avait aussi des familles libres similaires dans le Delaware et le Maryland, comme documenté par Paul Heinegg.
En outre, de nombreuses femmes amérindiennes se sont tournées vers les hommes afro-américains en raison du déclin du nombre d'hommes amérindiens en raison de la maladie et de la guerre. Certaines femmes amérindiennes ont acheté des esclaves africains mais, à l'insu des vendeurs européens, les femmes ont libéré les hommes africains et les ont mariées dans leurs tribus respectives. Si un homme afro-américain avait des enfants d'une femme amérindienne, leurs enfants étaient libres en raison du statut de la mère. Some Native American women bought African slaves but, unknown to European sellers, the women freed the African men and married them into their respective tribes. If an African American man had children by a Native American woman, their children were free because of the status of the mother.
Dans leur tentative d'assurer la suprématie blanche des décennies après l'émancipation, au début du XXe siècle, la plupart des états du sud ont créé des lois basées sur la règle de la goutte unique, définissant comme noirs, les personnes ayant une ascendance africaine connue. C'était une interprétation plus stricte que celle qui avait prévalu au XIXe siècle; elle ignorait les nombreuses familles mixtes de l'État et allait à l'encontre des règles sociales communément admises consistant à juger une personne par son apparence et son association. Certains tribunaux l'ont appelé « la règle du montant traçable ». Les anthropologues l'ont appelé un exemple d'une règle hypodisque, signifiant que des personnes racialement mélangées ont été assignées au statut du groupe socialement subordonné.
Avant la règle d'une seule goutte, différents états avaient des lois différentes en matière de couleur. Plus important encore, l'acceptation sociale jouait souvent un plus grand rôle dans la façon dont une personne était perçue et comment l'identité était interprétée que n'importe quelle loi. Dans les régions frontalières, il y avait moins de questions sur les origines. La communauté a examiné comment les gens se comportaient, s'ils servaient dans la milice et votaient, qui étaient les responsabilités et les signes de citoyens libres. Lorsque des questions sur l'identité raciale ont été soulevées en raison de problèmes d'héritage, par exemple, les résultats des litiges étaient souvent basés sur la façon dont les gens étaient acceptés par les voisins.
En Virginie, par exemple, avant 1920, par exemple, une personne était légalement blanche si elle avait sept ans ou plus d'ascendance blanche. La règle de la goutte unique est apparue dans certains États du Sud à la fin du XIXe siècle, probablement en réponse à la tentative des Blancs de maintenir la suprématie blanche et de limiter le pouvoir politique noir à la fin des années 1870. La première année au cours de laquelle le recensement américain a abandonné la catégorie mulâtre était 1920 ; cette année-là, les enquêteurs avaient pour instruction de classer les gens d'une manière binaire en blanc ou en noir. C'était le résultat du Congrès dominé par le Sud qui a convaincu le Census Bureau de changer ses règles.
Après la guerre civile, la ségrégation raciale a forcé les Afro-Américains à partager plus d'un lot commun dans la société que ce qu'ils auraient pu donner des niveaux d'ascendance, éducatifs et économiques très différents. La division binaire a modifié le statut séparé des personnes de couleur traditionnellement libres en Louisiane, par exemple, bien qu'elles aient maintenu une forte culture créole de la Louisiane liée à la culture et à la langue françaises et à la pratique du catholicisme. Les Afro-Américains ont commencé à créer une cause commune, indépendamment de leur mélange multiracial ou de leur stratification sociale et économique. Au cours des changements du XXe siècle, pendant la montée des mouvements des droits civils et du pouvoir noir, la communauté afro-américaine a augmenté sa propre pression pour que les personnes de toute origine africaine puissent prétendre à la puissance de la communauté noire. If an African American man had children by a Native American woman, their children were free because of the status of the mother.
Dans les années 1980, les parents d'enfants métis (et d'adultes d'ascendance mixte) ont commencé à s'organiser et à exercer des pressions en faveur de la possibilité de présenter plus d'une catégorie ethnique sur le recensement et d'autres formes juridiques. Ils ont refusé d'être mis dans une seule catégorie. Lorsque le gouvernement américain a proposé l'ajout de la catégorie « bi-raciale » ou « multiraciale » en 1988, la réaction du grand public était surtout négative. Certaines organisations et dirigeants politiques afro-américains, comme la sénatrice Diane Watson et le représentant Augustus Hawkins, se sont montrés particulièrement fermes dans leur rejet de cette catégorie. Ils craignaient une perte de pouvoir politique et économique si les Afro-Américains abandonnaient leur catégorie.
Cette réaction est qualifiée d'« ironie historique » par Reginald Daniel (2002).
L'auto-désignation afro-américaine avait été une réponse à la règle de la goutte unique, les gens ont résisté à l'occasion de revendiquer leurs héritages multiples. Qui au fond était un désir de ne pas perdre le pouvoir politique du groupe plus large. Alors qu'avant que les gens ne résistent à être considérés comme un groupe sans tenir compte de leur ascendance, certains d'entre eux essayaient maintenant de les garder dans le même groupe.

## Usurpation raciale
L'usurpation raciale est un phénomène plus commun aux États-Unis qui consiste à se faire passer pour une différente race ou ethnie pour obtenir un meilleur niveau social, pour ce normaliser ou encore par effet de mode.
Le phénomène dit de « passer comme blanc » est le plus courant, il est difficile à expliquer en dehors des États-Unis.
Les questions typiques sont les suivantes : « Les Américains ne devraient-ils pas dire qu'une personne qui passe comme blanche est blanche, ou presque blanche, et qu'elle a déjà été noire ? » ou « Pour être cohérent, ne devrais-tu pas dire que quelqu'un qui est un huitième blanc passe comme noir ? » [...] Une personne qui est indienne ou coréenne ou philippine d'un quart ou moins n'est pas considérée comme étant usurpatrice si elle ou il embrasse la communauté dominante et rejoint pleinement sa façon de vivre, de sorte que l'ascendance minoritaire n'a pas besoin d'être cachée. Il est souvent suggéré que la raison principale en est que les différences physiques entre ces autres groupes et les blancs sont moins prononcées que les différences physiques entre les Noirs sub-saharien et les Blancs, et sont donc moins menaçantes pour les Blancs.
Lorsque l'ascendance d'un de ces groupes raciaux minoritaires ne dépasse pas le quart, une personne n'est pas définie uniquement comme membre de ce groupe.

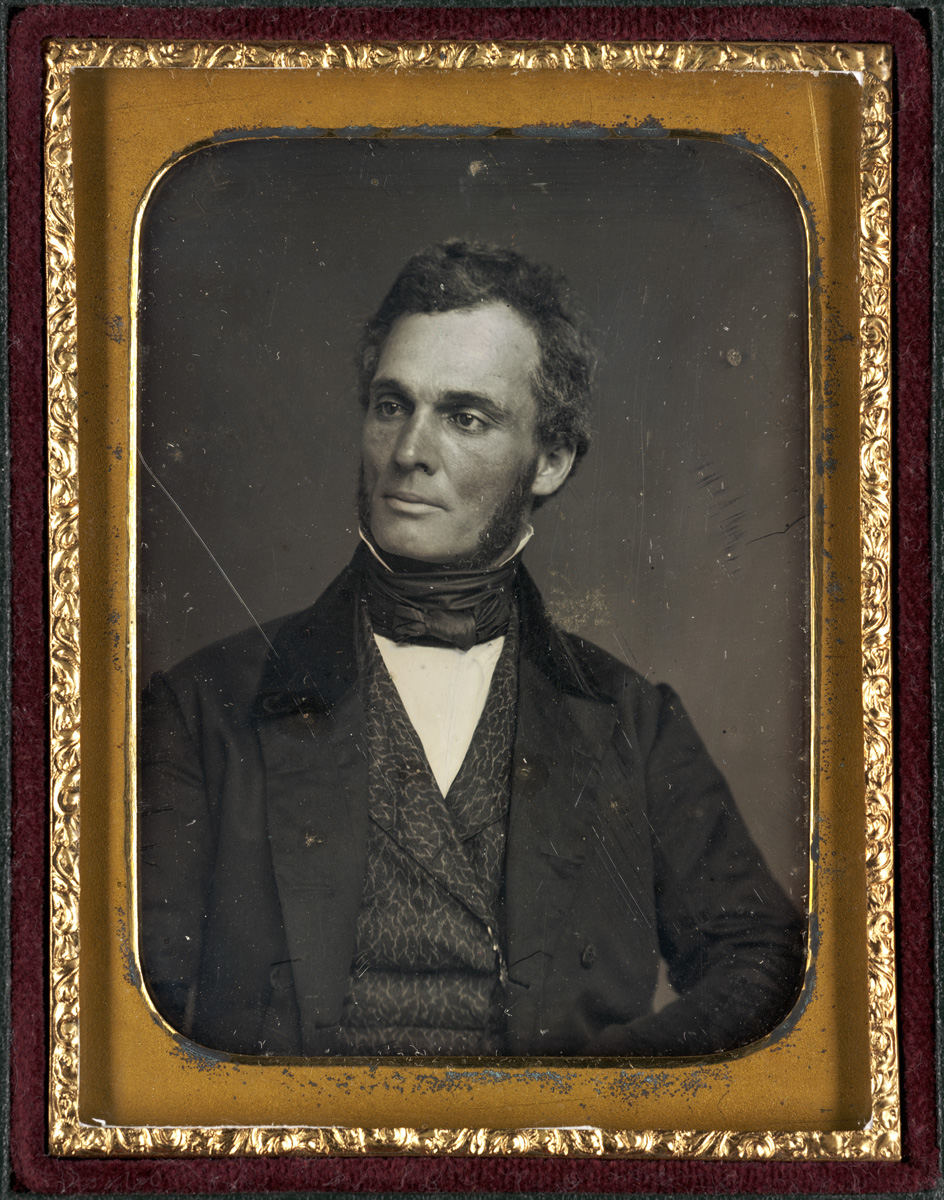
Robert Purvis est né d'une part de femme de couleur mauresque, juive allemande et juive séfarade et d'un père anglais. Il s'est identifié comme étant noir et a travaillé pour servir sa communauté[18],[19],[20].
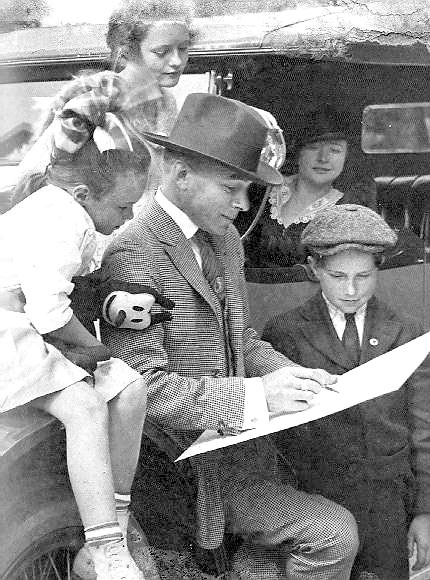
George Herriman, qui est né dans une famille créole, portait un chapeau pour cacher sa texture de cheveux. Son certificat de décès l'a identifié comme étant de race blanche[21].
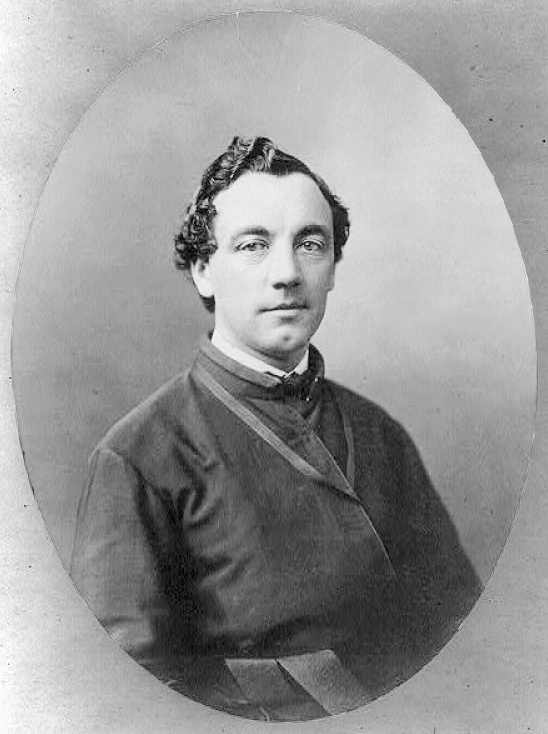
Patrick Francis Healyest né d'un propriétaire de plantation irlando-américain et de son esclave bi-racial. Lui et ses frères et sœurs ont identifié comme blancs dans leurs années de formation et la plupart ont fait carrière dans l'Église catholique dans le Nord[22].
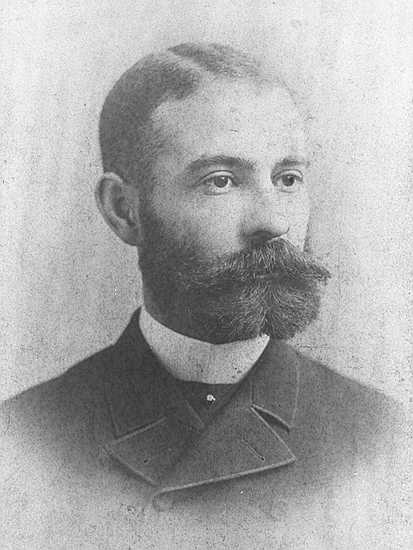
Daniel Hale Williams était d'origine écossaise-irlandaise et afro-américaine. Bien que les membres de sa famille soient devenus blancs, il servait exclusivement et s'identifiait avec les Afro-Américains.
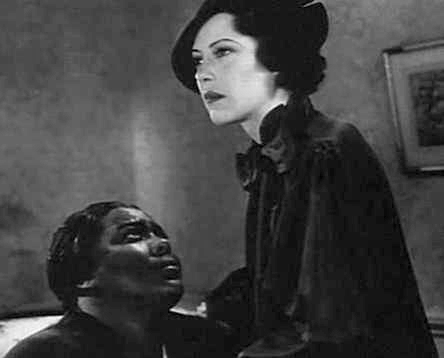
Fredi Washington est dépeinte comme une femme qui se fait passer pour blanche dans le célèbre film Images de la vie, mais était en réalité contre le fait de passer pour blanche dans sa vie privée. Sur le sujet elle declara «Je ne veux pas passer pour blanche parce que je ne supporte pas les insincères et les faux-semblants, je suis tout aussi nègre que les autres de ma race.»

Les lois datant de l'Amérique coloniale du XVIIe siècle ont défini les enfants de mères esclaves africaines comme prenant le statut de leurs mères, et sont nés dans l'esclavage indépendamment de la course ou du statut du père, sous partus sequitur ventrem. L'association de l'esclavage à une «race» a conduit à l'esclavage en tant que caste raciale. Mais, la plupart des familles de personnes de couleur libres formées en Virginie avant la révolution américaine étaient les descendants des unions entre les femmes blanches et les hommes africains, qui travaillaient et vivaient souvent ensemble dans les conditions les plus difficiles du début de la période coloniale. Alors que le mariage interracial a été interdit par la suite, les hommes blancs ont souvent profité sexuellement de leur femmes esclaves, et de nombreuses générations d'enfants multiraciaux sont nés à la suite de ce phénomène.
Vers la fin des années 1800, il était devenu courant chez les Afro-Américains d'utiliser l’usurpation raciale pour acquérir des opportunités d’éducation supérieure, comme l'a fait le premier diplômé afro-américain du Vassar College, Anita Florence Hemmings.
Certains systèmes de catégorisation du XIXe siècle définissaient les personnes selon la proportion d'ascendance africaine: une personne dont les parents étaient noirs et blancs était classée comme mulâtre, avec un grand-parent noir et trois blancs comme Quarteron, et avec un arrière-grand-père noir et le reste blanc comme Octavon. Ces dernières catégories restaient dans une catégorie globale noire ou colorée, mais avant la guerre civile, en Virginie et dans d'autres États, une personne d'un huitième ou moins d'ascendance noire était légalement blanche. Certains membres de ces catégories sont passés temporairement ou définitivement en blanc.
Jusqu'à la guerre civile, l'identité raciale dépendait de la combinaison de l'apparence, de la fraction sanguine africaine et du cercle social. Après que les Blancs aient repris le pouvoir après la Reconstruction, ils ont établi la ségrégation raciale. Avec des lois définissant les personnes ayant une ascendance africaine apparente ou connue comme étant noire, selon le principe de l'hypodèse.
Cependant, comme plusieurs milliers de Noirs traversent la ligne de couleur chaque année, des millions d'Américains blancs ont des ancêtres africains relativement récents (des dernières 250 années). Une analyse statistique faite en 1958 a estimé que 21 % de la population blanche avait des ancêtres africains. L'étude a conclu que la majorité des Américains d'origine africaine étaient aujourd'hui classés en blanc et non en noir.

## Dans la fiction
La figure du « Mulâtre tragique » était un personnage de la littérature abolitionniste: une femme métisse élevée comme si elle était blanche dans la maison de son père blanc, jusqu'à ce que sa banqueroute ou sa mort la réduise à une position subalterne. Elle pouvait même être inconsciente de son statut avant d'être réduite à la victimisation.
Le premier personnage de ce type était l'héroïne de « The Quadroons » de Lydia Maria Child (1842).
Ce caractère a permis aux abolitionnistes d'attirer l'attention sur l'exploitation sexuelle dans l'esclavage et contrairement aux reproches souvent faites de la souffrance des travailleurs de campagne, le Tragique mulâtre n'a pas permis aux propriétaires d'esclaves de rétorquer que les souffrances des travailleurs des usines du Nord n'étaient pas plus faciles.
Le propriétaire de l'usine du Nord ne vendrait pas ses propres enfants en esclavage.
Les abolitionnistes présentaient parfois des esclaves mulâtres attrayants et évadés durant leurs conférences publiques pour susciter des sentiments contre l'esclavage. Ils montraient aux habitants du Nord des ex-esclaves qui leur ressemblaient plutôt qu'un « Autre » ; cette technique, qui est appelée la « propagande des esclaves blancs », petit a petit elle diminua la séparation entre les peuples et a rendu impossible pour le public d'ignorer la brutalité de l'esclavage.
Charles W. Chesnutt, un auteur de l'ère post-guerre civile, a exploré les stéréotypes dans son portrait des caractères multiraciaux dans la société du sud dans les années d'après-guerre. Même les personnages qui avaient été libres et éventuellement éduqués avant la guerre avaient du mal à se faire une place dans l'après-guerre. Ses histoires mettent en vedette des personnages métis aux vies complexes. William Faulkner a également décrit la vie des métis et des familles interraciales complexes dans le Sud d'après-guerre.
Le cinéaste du XXIe siècle, Greg Pak, suggère que les personnages multiraciaux du cinéma ont souvent été décrits comme plus mus par l'instinct que les blancs.
Il écrit :
« Les caractères multiraciaux ont souvent été décrits comme des « demi-cascades sauvages », des antagonistes sexuellement, destructeurs perçus explicitement ou implicitement comme incapables de contrôler les pulsions instinctives de leur héritage non-blanc. Les médias qui décrivent les multiraciales comme le prédateur « métis » ... [et] la tentatrice « métis » perpétue l'association de la multiracialité avec l'aberration sexuelle et la violence. Un autre stéréotype récurrent est le Mulâtre tragique, un personnage typiquement féminin qui essaie de passer pour un blanc mais qui après un désastre voit son héritage non-blanc révélé… » [L] 'Half Breed Hero' fournit un stéréotype plus « autonomisant » ... le « héros de la demi-race » semble inspirer l'identification alors qu'il résiste activement au racisme blanc.